# Данильченко, Иван Андреевич
Иван Андреевич Данильченко (9 (22) сентября 1914 года — 28 октября 1981) — полковник Советской Армии, участник Великой Отечественной войны, Герой Советского Союза (1944).

## Биография
Иван Данильченко родился 22 сентября 1914 года в селе Рудой Байрак (ныне — Валковский район Харьковской области Украины) в крестьянской семье. В 1934 году окончил Кировоградский автодорожный техникум, после чего работал автомобильным техником на Константиновском машинно-тракторной станции Амурской области. В 1936 году Данильченко был призван на службу в Рабоче-крестьянскую Красную Армию. В 1940 году окончил Энгельсскую военную авиационную школу пилотов. С начала Великой Отечественной войны — на её фронтах.
К марту 1944 года капитан Иван Данильченко был штурманом 237-го штурмового авиаполка 305-й штурмовой авиадивизии 9-го смешанного авиакорпуса 17-й воздушной армии 3-го Украинского фронта. К тому времени он совершил 157 боевых вылетов на штурмовку вражеских объектов, скоплений боевой техники и живой силы противника.
Указом Президиума Верховного Совета СССР от 1 июля 1944 года капитан Иван Данильченко был удостоен высокого звания Героя Советского Союза с вручением ордена Ленина и медали «Золотая Звезда».
После окончания войны Данильченко продолжил службу в Советской Армии. В 1949 году он окончил Военно-воздушную академию. В 1969 году в звании полковника Данильченко был уволен в запас. Проживал в Москве.

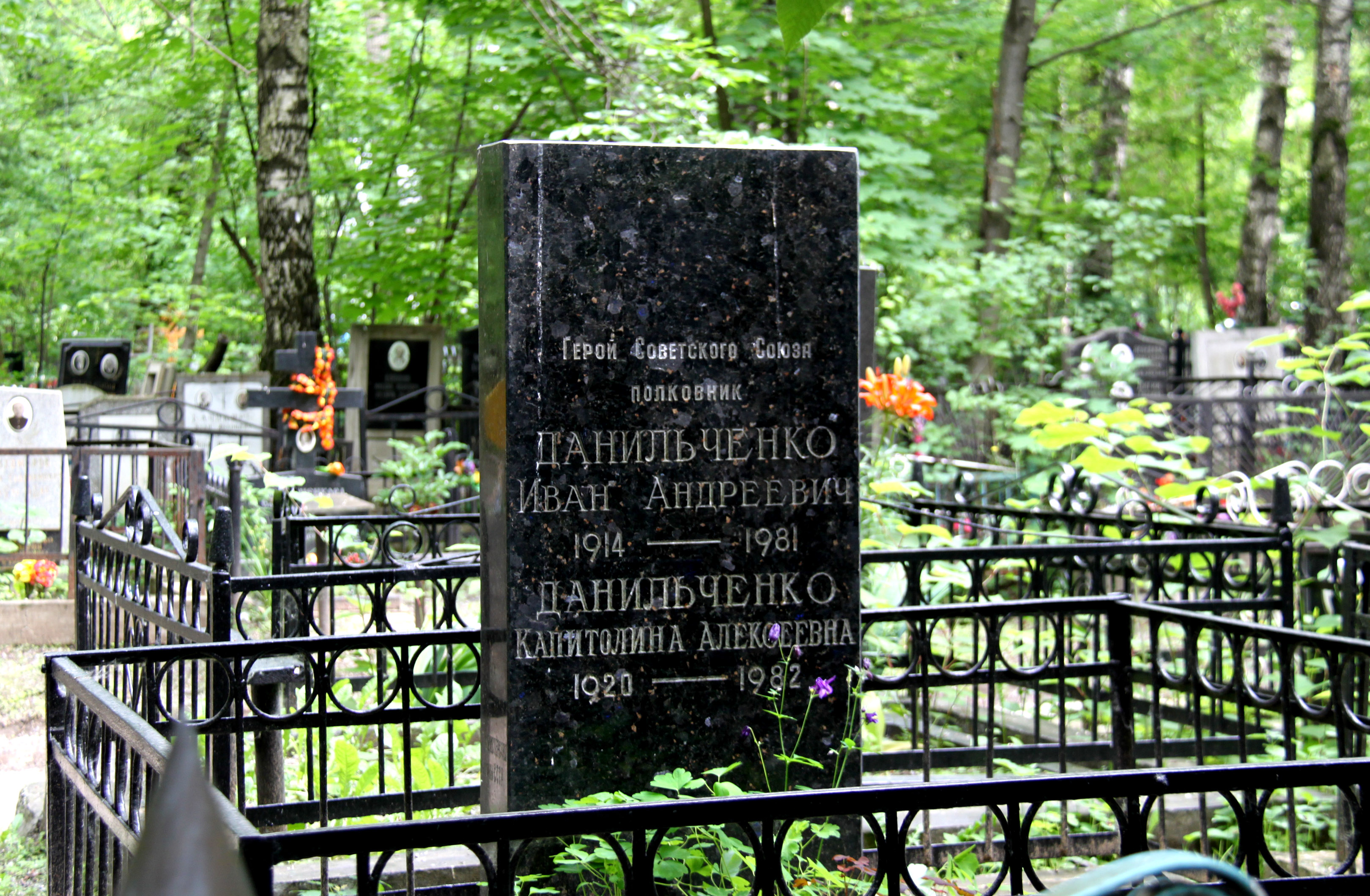
Надгробный памятник на Котляковском кладбище

Скончался 28 октября 1981 года, похоронен на Котляковском кладбище Москвы (24 уч.)..
Был также награждён тремя орденами Красного Знамени, орденами Александра Невского и Отечественной войны 1-й степени, двумя орденами Красной Звезды, рядом медалей.